# Diploma

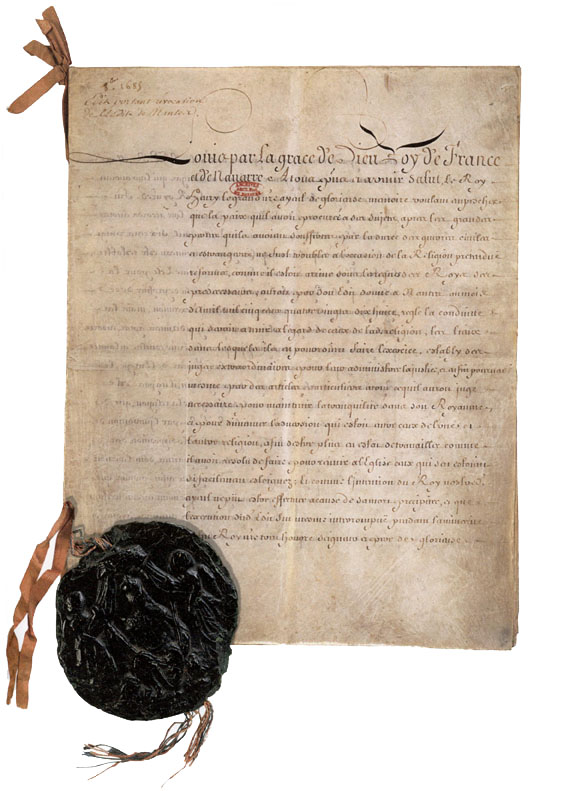
Documento con la revocación del Edicto de Nantes, 1685.

Para las ciencias históricas, el diploma (del latín díplōma, y del griego clásico δίπλωµα, "diploma", «doblado») es un documento «redactado siguiendo unas normas que le dan credibilidad y validez», y emanado generalmente de una autoridad soberana o de un entidad oficial, que confiere o atestigua un derecho (patente, bula), un título (nobiliario, profesional), un reconocimiento (condecoración, premio) o un título académico (grado, máster, doctorado). Conlleva elementos de autentificación mediante unos signos de validación como puede ser un sello, un monograma, una firma manuscrita o un reconocimiento del escribano. Es parte del objeto de estudio de la diplomática.

## Diploma como instrumento de la Diplomacia
Pero un diploma también, como instrumento de la Diplomacia y el Derecho internacional, era un documento oficial, «una carta de recomendación o que otorgaba una licencia o privilegio», remitida por la autoridad suprema de una entidad política soberana a las autoridades de otra, para informarles que el poseedor desempeñaba funciones de representación oficial y para solicitarles ciertos privilegios para el funcionario en la jurisdicción del destinatario. Dicho documento se caracterizaba por estar doblado, y en algunas ocasiones cosido en razón de que el contenido era una comunicación privada entre el remitente y el destinatario. «El documento se entregaba doblado, y contenía una recomendación oficial —con ciertos poderes o derechos— para aquellos funcionarios que se dirigían a otro país o provincia de un imperio. El portador del "pliego" o diploma era ipso facto un diplomático.»

## Diploma como objeto de las ciencias históricas

### Historia

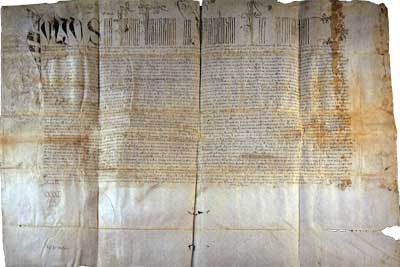
Bula papal sobre pergamino, de 1505.

En su acepción clásica, los diplomas eran dípticos (tabulae duplices), un instrumento o documento (como tablillas o placas metálicas enganchadas en dos) expedido por alguna autoridad pública para otorgar a los soldados licenciados, que en muchos casos se debía entregar en el domicilio del premiado, certificando los años de servicio y los derechos y privilegios concecidos como gratificación.
Entre los diferentes nombres usados antiguamente, se hallan comúnmente los siguientes: cártula, carta o karta, instrumento, testamento, página o escritura. Se da el nombre de cartulario, libro, becerro o tumbo al códice que reúne las copias literales de los diplomas o privilegios concedidos a una iglesia o institución, y que se guarda en el archivo de la misma. El término pergamino es otra denominación antigua, determinada por el tipo de soporte material utilizado.

### Elementos de un diploma
En todo diploma figuran tres elementos personales:
- el autor, en cuyo nombre se escribe
- el destinatario, a quien se dirige
- el canciller o escribano que lo escribe o autentifica a ruego del autor o del destinatario

### Criterios de clasificación

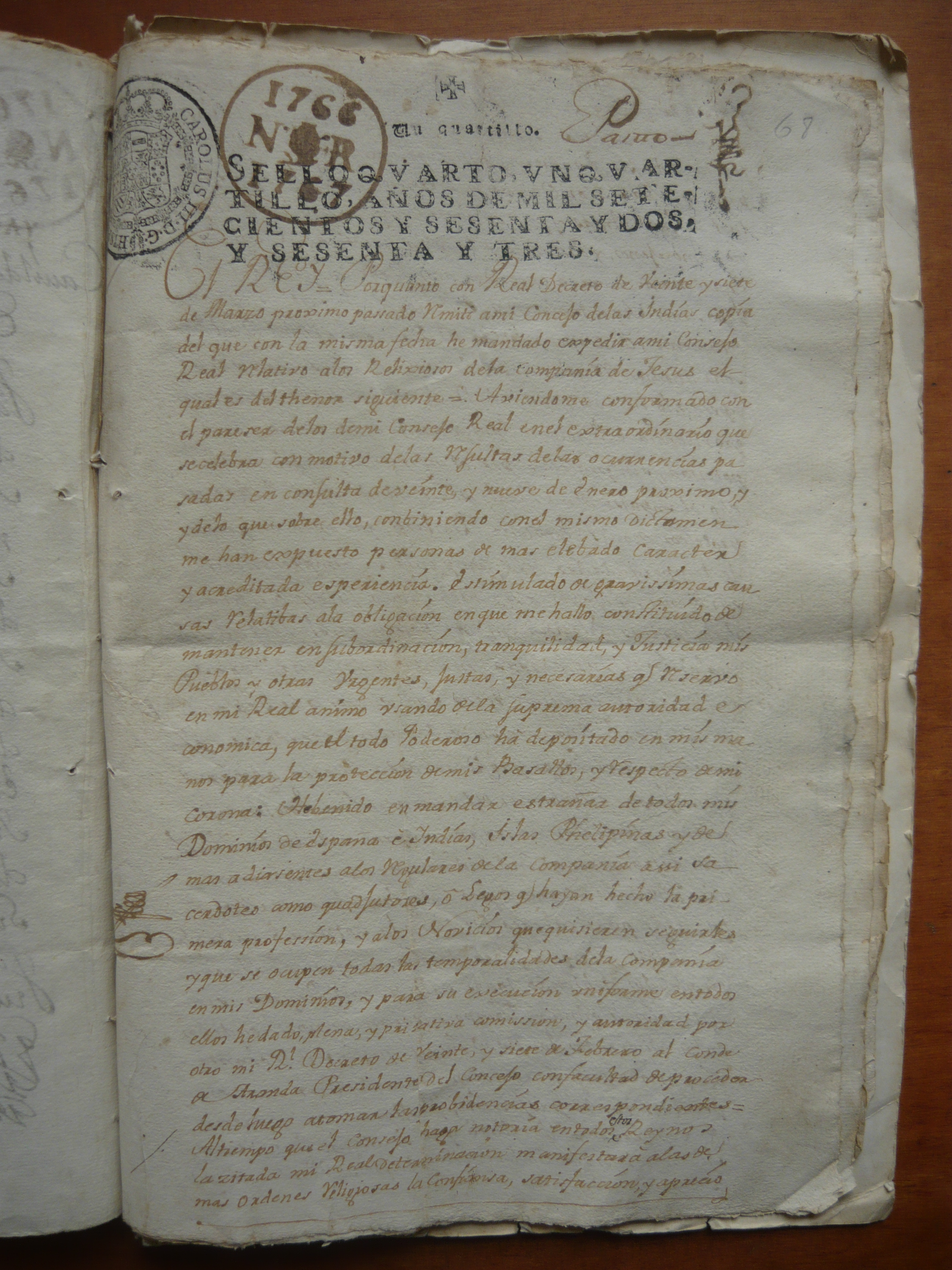
Pragmática sanción del Cabildo de San Juan de Pasto, 1767. Archivo histórico de la Universidad de Nariño.

Los diplomas o documentos se clasifican por razón de:
- su autor, se dividen
  - públicos, los que proceden de una cancillería o autoridad
  - privados, pertenecen al derecho privado y van autorizados por notarios.
- su objeto o asunto. Los diplomas pueden ser 
  - autógrafos, originales auténticos. Los autógrafos se dividen en:
    - ológrafos, escritos por la mano de su autor
    - quirógrafos, obra de un escribiente (amanuense) con la firma de aquel.

  - apógrafos, simples copias. Se dividen en:
    - normales
    - autorizados o refrendados.
- por el objeto que los motiva pueden ser:
  - decretos
  - edictos
  - constituciones
  - pragmáticas
  - ordenanzas
  - cartas de privilegios, concesiones de gran importancia que la Autoridad hace a particulares y corporaciones.
  - cartas-pueblas, como las anteriores pero que contienen reparto de tierras y otras concesiones hechas por lor reyes a quienes vayan a poblar ciudades conquistadas.
  - actas y sentencias judiciales, dadas en nombre del poder judicial.
  - escrituras notariales o actas, testamentos y contratos que autoriza un notario público
  - actas capitulares y documentos equivalentes o actas de sesiones.
  - ejecutorias, documentos que atestiguan haber obtenido una persona en juicio sentencia declaratoria de nobleza de sangre
  - títulos civiles y cartas credenciales que dan fe del nombramiento oficial o de la misión o embajada que se ha confiado a una persona y las últimas, sobre todo, cuando se daban a un embajador en nombre del rey para con el de otra nación.
  - cartas comendaticias, que recomiendan oficialmente al sujeto al que se otorgan.
- por las formalidades que acompañan al documento puede ser:
  - privilegio rodado, que lleva en dibujo o pintura un signo rodado
  - carta plomada, que tiene sello de plomo
  - bulas, breves y motu-proprios.
  - albalá, documento real de merced o provisión o licencia para cosas de interés secundario.
  - las simples cédulas reales que sucedieron a los albalaes y que sólo se diferencian de estos en estar escritas con letra cortesana.
  - las cartas partidas por A, B, C o escrituras por duplicado en las que se ponen dichas letras entre los dos ejemplares y se cortan a través para que se dificulte la falsificación quedándose cada una de las partes contratantes con su porción respectiva. Estos documentos empezaron en Inglaterra ya en el siglo IX. En Francia, en el siglo XI y en España durante la segunda mitad del mismo pero se hicieron raras al generalizarse el uso del papel.

### Materia y forma de los diplomas
La materia clásica de los buenos diplomas en la Edad Media, desde el siglo VII y aún en la moderna ha sido constantemtne el pergamino más o menos avitelado pero sin exclusión de otras láminas en los primeros siglos medievales. Hasta la época de Carlomagno se usó algunas veces el metal y hasta el siglo XI obtuvo algún favor el papiro. Desde el siglo XIII se prepara mejor el pregamino y se distingue por su mayor blancura y en el mismo siglo o antes (desde el XII en Sicilia por Roger II) comenzó a usarse el papel común en documentos de menor importancia lo cual se generaliza en el siglo XV a pesar de lo grosera y floja que resultaba dicha materia por entonces y que se iba mejorando de siglo en siglo. El documento más antiguo en papel que se conoce en España es un registro del año 1237 sobre el repartimiento del reino de Valencia que mandó hacer Jaime I de Aragón. 
La tinta empleada comúnmente en los diplomas es la negra salvo en pequeños adornos de las letras y en firmas o rúbricas de antiquísimos documentos imperiales que la tienen roja. Alguna rara vez en documentos imperiales o reales de la época de Carlomagno se aplicó tinta áurea y más a menudo lo hicieron los Emperadores de Oriente. Pero no se refieren a ella sino al sello de oro los nombres de carta áurea o bula áurea que se dan a ciertos diplomas regios y pontificios de la Edad Media. En los documentos escritos con tinta negra desde el siglo XIII, se observa a menudo notable palidez o color amarillento en las letras debido a la descomposición química lentamente producida con el andar del tiempo. En cambio se conserva negra la de los siglos XI y XII. Se atribuye esta diferencia a que en los siglos anteriores al XIII solía emplearse la tinta de negro de humo y no la de agallas que se usó desde entonces. 
La forma externa de los diplomas es la de una lámina rectangular escrita por una de sus caras (que en los pergaminos, es la interior o de carne) y dispuesta para guardarse arrollada o doblada pendiendo del borde inferior uno o más sellos de cera o de metal en los documentos más solemnes. Si estuviera escrito por ambas caras probaría con esto no ser original sino una copia o un documento falso a no ser en actas y ejecutorias cuando tienen la forma de cuaderno, lo cual es rarísimo antes del siglo XIV. 
En las antiguas civilizaciones asirio-caldeas y egipcias, lo mismo que en la griega y primitiva romana, hubo sin duda, verdaderos diplomas pero su materia y su forma no se distinguían aparentemente de otros escritos nacionales consistiendo por tanto en tabletas de arcilla, papiros y láminas de bronce.

### Lengua y escritura de los diplomas
En la Edad Antigua y en la Edad Moderna el idioma usado en los documentos era el propio de la nación respectiva, al menos, en esta última en los que no eran internacionales. Durante la Edad Media se redactaron en general en latín los documentos de las naciones correspondientes al Occidente cristiano y en griego, las de Oriente y por muchos siglos, también las de Sicilia y Sur de Italia. Pero ya desde el siglo X se van mezclando cn el latín frases vulgares o en romance y desde fines del XII se redactan algunos documentos por entero en lengua vulgar, por lo menos, en las naciones europeas (en Provenza, ya desde el siglo XI) cuando no se trata de comunicaciones internacionales, que aumenta de tal modo en el siglo siguiente que llega hasta hacerse exclusivo el idioma vulgar para documentos eclesiásticos. 
En los documentos castellanos y leoneses cesó el latín desde mediados del siglo XIII aunque algo más lo retuvieron los notarios, sobre todo, en el formulismo de sus actas. En la Corona de Aragón siguió el latín hasta el siglo XVII pero desde mediados del XIII se redactaron en catalán algunos documentos notariales. En Navarra se adoptó el navarroaragonés y alguna vez, el occitano desde el siglo XIV. 
El idioma latino de los documentos medievales se presenta en todas las naciones muy decadente[cita requerida] y lleno de barbarismos y esto aún en la misma Corte Pontificia desde el siglo VIII hasta mediados del siglo XI. Pero desde esta última fecha va mejorando en Italia, mayormente desde el siglo XIII imitándole algo las demás naciones. 
En cuanto al tipo de letra adoptado en los diplomas, según su clase en general puede afirmarse que en Occidente se usó la letra capital y uncial romana hasta el siglo VII. Siguieron después las escrituras nacionales y durante los siglos XIII, XIV y XV se empleó la llamada escritura gótica con sus derivaciones, para reemplazarla con la itálica desde finales del siglo XV en los mejores documentos. A la escritura acompañan algunos adornos, siempre con sobriedad[cita requerida] en los diplomas y se iluminan con algún color las iniciales y los signos rodados, pero en las copias de algunos diplomas de gran importancia se observa con frecuencia mayor decoración pictórica, ostentando a menudo el retrato de la persona regia que otorgó el documento.

## Diplomas en educación: usos en distintos países

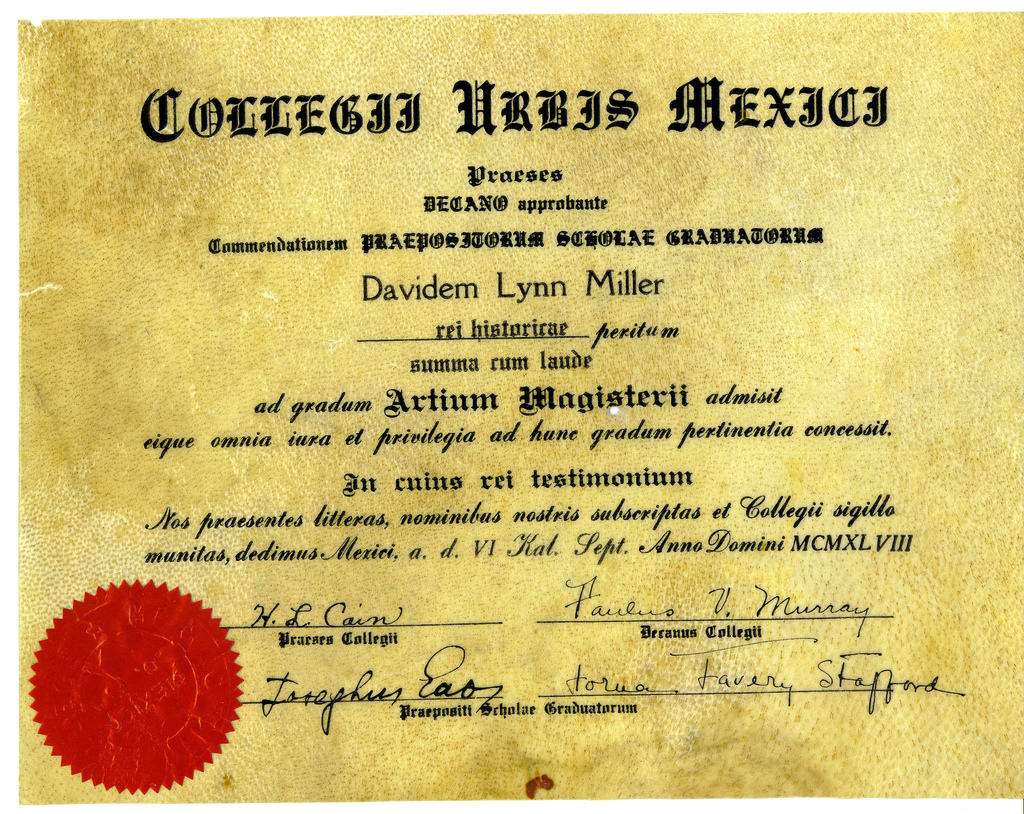
Diploma en pergamino del Colegio de la Ciudad de México, 1948, escrito en latín.

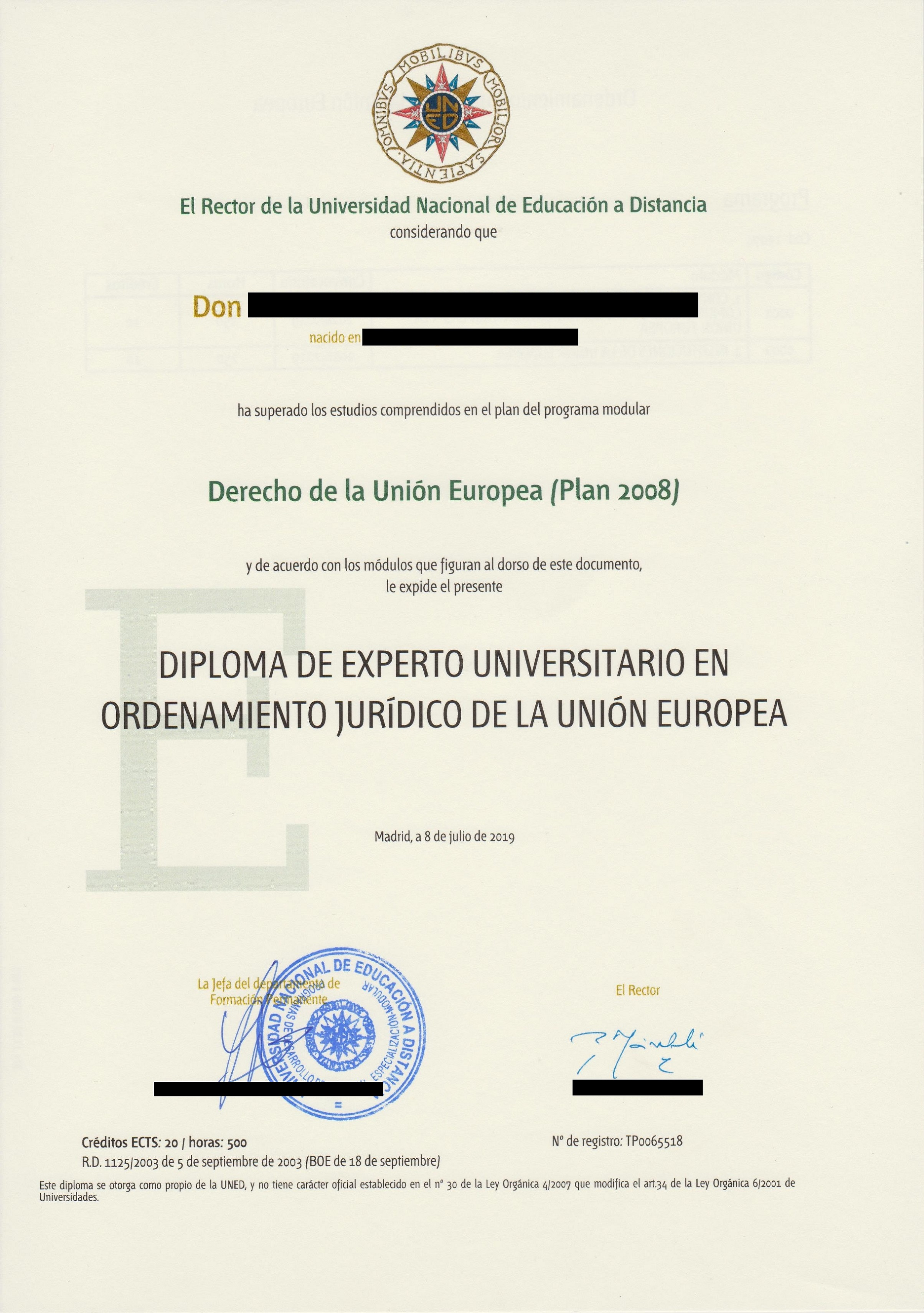
Diploma de un título propio de la Universidad Nacional de Educación a Distancia de España.

Los diplomas educativos reflejan las tradiciones en la educación en los distintos países.

### Asia

#### Hong Kong
En Hong Kong, el diploma o diploma/certificado avanzado (marco de calificaciones nivel 4), diploma/certificado profesional (marco de calificaciones nivel 4), diploma superior y título asociado están por debajo del nivel de la licenciatura.
Certificado (no certificado de posgrado) Marco de calificaciones Nivel 3 o inferior; están por debajo del nivel de Diploma, Diploma/Certificado Avanzado o Profesional (Marco de Cualificaciones Nivel 4), Diploma Superior o título asociado.
Los certificados de posgrado y los diplomas de posgrado generalmente se otorgan después de la licenciatura. Tiene una orientación más vocacional que una maestría.

#### India
En la India, un diploma es un premio académico específico que generalmente se obtiene en cursos profesionales/vocacionales, por ejemplo, Diploma en Ingeniería, Diploma en Enfermería, Diploma en Farmacia, Diploma en Radiografía (Diagnóstico), Diploma en Tecnología de Laboratorio Médico, etc. Los diplomas de ingeniería se concentran para el área de estudio, por ejemplo, diploma en Ingeniería Electrónica, Ingeniería Eléctrica, Ingeniería Civil, Ingeniería Informática, etc.
Hay dos tipos de diplomas/certificados que se expiden en los sectores de educación formal y no formal: los diplomas formales son expedidos por instituciones, colegios y universidades aprobados/reconocidos por el gobierno y los diplomas no formales son expedidos por ONG.

#### Japón
En Japón, un diploma puede ser un título académico original japonés o un Certificado de Graduación emitido en varios niveles, desde la escuela primaria hasta la universidad.

#### Pakistán
En Pakistán, un diploma es un premio académico específico que generalmente se obtiene en cursos profesionales/vocacionales, p. Diploma en Ingeniería, Diploma en Enfermería, Diploma en Farmacia, etc. El diploma de ingeniería se llama Diploma de Ingeniería Asociada (DAE) y se concentra en el área de estudio, por ejemplo, Ingeniería Electrónica, Ingeniería Eléctrica, Ingeniería Civil, etc. Los titulares de DAE a menudo se denominan ingenieros asociados en Pakistán.
El diploma de posgrado o PGD tiene una clasificación más alta que la licenciatura, ya que se completan después de la graduación. Normalmente se trata de un año de estudios después de obtener un título universitario.

#### Singapur
En Singapur, la mayoría de los diplomas se otorgan después de un curso de tres años, ofrecido por los cinco politécnicos (Politécnico de Singapur, Politécnico Ngee Ann, Politécnico de Temasek, Politécnico de Nanyang y Politécnico de la República) o las dos instituciones artísticas (Academia de Bellas Artes de Nanyang y LASALLE College). de las Artes).
Otras escuelas privadas como Kaplan, SIM, PSB Academy y MDIS también ofrecen programas de diploma de entre seis meses y dos años.[14][15][16][17]

### América

#### América Latina
En México y otros países latinoamericanos se puede otorgar un diploma para cursos cortos de formación profesional. Los diplomas emitidos por la universidad que finalizan la educación superior suelen denominarse título (título) o certificado (certificado). Un "Diplomado" también puede ser un programa breve y especializado de educación ejecutiva para profesionales con experiencia.

#### Canadá
En Ontario, Canadá, los diplomas son programas académicos postsecundarios de dos y tres años impartidos por universidades e institutos de estudios aplicados, artes y tecnología. Los programas de dos años se denominan diplomas universitarios, mientras que los programas de tres años se denominan Diplomas avanzados de Ontario College. Los títulos de bachillerato en Ontario suelen durar un año más que un diploma avanzado y los ofrecen tanto colegios como universidades. El sistema escolar canadiense utiliza créditos para calcular el valor de la carga académica para obtener un diploma. Para graduarse y obtener un diploma, la escuela decide cuántos créditos aporta cada curso para el diploma. Por ejemplo, un curso universitario impartido durante 14 semanas de un semestre cuenta con 3 créditos de los 60 créditos de un programa completo de 2 años.

### Europa

#### Alemania y el sistema educativo académico alemán en Europa
En Alemania, Ucrania, Serbia, Croacia, Hungría y otros países que adoptaron el sistema de educación académica alemán, el diploma (en alemán Diplom) es el título académico estándar y necesita al menos 3,5 años para completarlo, siendo comparable con una licenciatura y una maestría. en uno.

#### España
En el Reino de España los títulos universitarios se expiden a nombre del Rey. Como tales, son documentos de Funcionario Público, estrictamente regulados y protegidos por la ley. Están reconocidos internacionalmente por el Convenio de La Haya del 5 de octubre de 1961.

#### Grecia
En Grecia, los institutos educativos pueden expedir diplomas como prueba de un determinado nivel educativo. El diploma en ingeniería es un título otorgado por las universidades técnicas y universitarias griegas después de la finalización exitosa de un programa de estudios integrado de cinco años y es equivalente al título de Maestría en Ingeniería, que otorgan las universidades europeas.
También en Grecia existe el Diploma de Formación Profesional[10] (Educación postsecundaria nivel EQF 5) proporcionado por la Organización Nacional de Cualificaciones y Orientación Profesional (E.O.P.P.E.P.) a los Institutos de Formación Profesional IEK, tras los exámenes de certificación realizados por la E.O.P.P.E.P.[11 ].

#### Irlanda
En la República de Irlanda, se concedía un Diploma Nacional antes de 2004. Estaba al mismo nivel que la licenciatura ordinaria y por debajo de la licenciatura con honores, mientras que el Diploma Superior se obtiene después de la licenciatura. También existe el Diploma ampliado BTEC, después del cual se avanza a un título (universitario). En Irlanda, un Diploma de Posgrado es un título de Nivel 9, el equivalente a una maestría, que requiere que el estudiante complete 60 créditos en lugar de 90 y generalmente se centra en la realización de un proyecto en lugar de una tesis escrita.

#### Reino Unido
En el Reino Unido, diploma puede referirse a varios tipos diferentes de cualificación, pero nunca equivale a un título. Un título es superior a un diploma. Nunca se puede decir que terminó una carrera cuando sólo se le otorga un diploma especial. Un Diploma puede ser una cualificación con un valor de 37 o más créditos en el Marco de Cualificaciones Reguladas, p.e. Diploma de nivel inicial, Diploma de nivel 3. El Diploma de Educación Superior es un premio de educación superior equivalente al segundo año de una licenciatura. El Diploma Nacional Superior es una cualificación profesional del mismo nivel. Un Diploma de Posgrado es una calificación de un año de duración a nivel de licenciatura, que normalmente obtienen quienes ya han obtenido un título. Un Diploma de Postgrado es un premio al nivel de una maestría, pero normalmente toma menos tiempo para completarse.[18]
Algunas universidades pueden ofrecer otras calificaciones, como el Diploma de Pregrado de la Universidad de Cambridge y la Universidad de Oxford (un curso a tiempo parcial de 1 año al mismo nivel que un Diploma de Educación Superior)[19] y el Diploma Avanzado de Pregrado.
El documento que certifica la obtención de un título normalmente se denomina certificado de título en el Reino Unido y los detalles se imprimen en inglés, no en latín.[20]

### Oceanía

#### Australia
En Australia, existen tres variedades de diplomas actualmente reconocidos por el Marco Australiano de Cualificaciones (AQF):
- un "Diploma", una cualificación de nivel cinco (Licenciatura) otorgada por el sector de educación y formación profesional (FP) o la universidad. Por lo general, se completa con 12 a 18 meses de estudio a tiempo completo. Cuando se acepta crédito como parte de una licenciatura, generalmente se considera equivalente al primer año de la carrera.
- un "Diploma Avanzado", que equivale a un "Título Asociado" australiano y equivale al segundo año de una licenciatura.
- un "Diploma de Posgrado", que se obtiene después de completar una licenciatura (o se considera que tiene conocimientos equivalentes). Esto puede ser en un campo distinto al cubierto por dicho título (por ejemplo, el Diploma de Posgrado en Educación que históricamente se requería para convertirse en maestro de escuela en la mayoría de los estados australianos; desde 2016, el requisito de maestro de escuela en Australia ahora es una maestría en Enseñanza). También puede ser una calificación de trabajo de curso realizada únicamente como estudio adicional en una especialización dentro del área de estudio de la persona.

El Diploma, el Diploma Avanzado y el Diploma de Posgrado son todas formas de Títulos, con una calificación de Diploma (Nivel cinco), que es el nivel de entrada a la Educación Superior. https://www.teqsa.gov.au/how-we-regulate/acts-and-standards/australian-qualifications-framework
El "Diploma de Posgrado Vocacional" era una calificación AQF de corta duración equivalente al "Diploma de Posgrado", destinada a entregarse exclusivamente en el sector de FP. El 1 de enero de 2015, todas las calificaciones ofrecidas perdieron la palabra "Vocacional" de su título.[9]

#### Nueva Zelanda
En Nueva Zelanda, existen cinco tipos diferentes de diplomas según el Marco de Cualificaciones de Nueva Zelanda (NZQF):[12]
- Diploma nivel 5, que son calificaciones de nivel 5 según el NZQF. Requieren un mínimo de 120 puntos de crédito del nivel 4 o superior y 72 del nivel 5 o superior.
- Diploma nivel 6. Requieren un mínimo de 120 puntos de crédito del nivel 5 o superior y 72 del nivel 6 o superior.
- Diploma nivel 7. Requieren un mínimo de 120 puntos de crédito del nivel 5 o superior y 72 del nivel 7 o superior.
- Diploma de graduación. Para ingresar a un programa de diploma de posgrado, un estudiante generalmente requiere otro título (no necesariamente una licenciatura) o evidencia sólida de interés y capacidad académica.[13] Requieren un mínimo de 120 puntos de crédito y 72 del nivel 7 o superior.
- Diploma post graduación. Estos títulos requieren una licenciatura para ingresar a ellos. Requieren un mínimo de 120 puntos de crédito del nivel 7 o superior y 72 del nivel 8 o superior.